# 东亚石䳭
东亚石䳭（学名：Saxicola stejnegeri），是雀形目鹟科的一种鸟类。

## 特征
东亚石䳭体重约15.4克，翼长约68.8毫米，嘴峰长约15.5毫米，喙宽度约3.5毫米，喙厚度约3.7毫米，跗蹠长约21.1毫米，尾长约50.1毫米。东亚石䳭是部分迁徙的鸟类，其栖息在开放的灌木丛中，食性为肉食性，主要食物来源是陆生无脊椎动物。

## 分布
东西伯利亚至日本和朝鲜；在中国南部和印度支那越冬。